# Doug McDermott
Douglas Richard "Doug" McDermott (Grand Forks, Dakota del Norte, 3 de enero de 1992) es un jugador de baloncesto estadounidense que pertenece a la plantilla de los Sacramento Kings de la NBA. Con 1,98 metros de altura, juega en la posición de alero.
Mientras jugaba baloncesto universitario para Creighton, lideró la nación en anotación en 2013-14, fue primer equipo consensuado All-American en 2012, 2013 y 2014, y es el quinto máximo anotador en la historia de la División I de Baloncesto Masculino de la NCAA. Es hijo del actual entrenador de Creighton, Greg McDermott, quien entrenó a Doug durante sus cuatro años allí.

## Trayectoria deportiva

### Instituto
McDermott jugó baloncesto en el instituto "Ames High School" en Ames, Iowa junto al jugador de instituto All-American, Harrison Barnes. Ames ganó 53 partidos consecutivos en el transcurso de McDermott y Barnes en las temporadas júnior y sénior y ganó el título del estado de Iowa dos veces consecutivas. En su último año como sénior, promedió 20,1 puntos y 7,8 rebotes por partido y fue nombrado en el mejor quinteto estatal del año.

### Universidad
Originalmente, McDermott firmó una Carta Nacional de Intención para jugar con la universidad de Northern Iowa, pero después de que su padre se trasladó del puesto de entrenador de la Universidad Estatal de Iowa a Creighton, fue liberado de su compromiso con el fin de jugar para su padre en la universidad.
En su primer año como "freshman" en 2010-11, McDermott promedió 14,9 puntos y 7,2 rebotes por partido fue titular en los 39 partidos de los Bluejays. McDermott estableció el récord de puntos de un "freshman" (debutante) (581) en la Missouri Valley Conference y fue nombrado freshman (debutante) y recién llegado del año de la conferencia. McDermott también se convirtió en el primer jugador en ganar el honor de mejor quinteto de la conferencia en su primer año desde Cleo Littleton de Wichita State en 1954. McDermott lideró los Bluejays en el College Basketball Invitational de 2011, donde llegaron a la serie final al mejor de tres, en última instancia fueron derrotados por Oregon.
Antes de su segunda temporada, McDermott fue nombrado a las listas de pretemporada para el Premio John R. Wooden y el premio Naismith.
En su segundo año como "sophomore", McDermott fue uno de los cinco jugadores nombrados en el primer equipo All-American de la temporada 2011-12. McDermott es el primer jugador de Creighton honrado por la NABC en su primer equipo All-America. McDermott también fue nombrado Baloncestista Masculino del Año de la Missouri Valley Conference, es el primer jugador de Creighton desde Booker Woodfox en 2009. McDermott terminó la temporada 2011-12 con un promedió de 22,9 puntos por partido, cifra que ocupó el tercer lugar a nivel nacional. Sus 801 puntos, 307 tiros de campo y 48,6 por ciento de tiros desde la línea de tres puntos fueron todos récords de la universidad en una sola temporada. Creighton terminó 29-6 y avanzó a la tercera ronda del torneo de la NCAA. El 26 de marzo de 2012, McDermott fue nombrado en el primer equipo All-American por Associated Press.
En su tercer año como "júnior" en 2012-13, McDermott ocupó el primer lugar en la nación en puntos anotados y segundo en puntos por partido. Estableció el récord de puntos en una sola temporada y puntos en una carrera. Fue nombrado en el primer equipo All-American por la Associated Press.
El 25 de abril de 2013, McDermott anunció que regresaba a Creighton para su último año y no iba entrar al Draft de la NBA de 2013. En julio, renunció a su beca y se convirtió en un paseador en su última temporada en Creighton. Esto se produjo después que la NCAA le había concedido al senior Grant Gibbs, que se había perdido temporada completas tanto como en Gonzaga como en Creighton con lesiones, un raro sexto año de elegibilidad, poniendo a Creighton por encima del límite de 13 becas en la temporada 2013-14 de la NCAA.
El 28 de febrero, McDermott fue nombrado uno de los diez semifinalistas para el premio Naismith al Jugador del Año Universitario. En su último año como senior la noche contra Providence, anotó el récord personal de 45 puntos y superó el umbral de 3,000 puntos. McDermott fue nombrado en el mejor quinteto de la Big East Conference en la primera temporada de Creighton en la liga. Ganó el premio jugador del año de la Big East Conference, así como fue honrado en el primer equipo All-American por la Asocicion de Escritores de E.U (U.S. Basketball Writers Association) por tercera vez. McDermott también fue el jugador nacional consensuado del año, ganando todos los premios importantes (Premio John R. Wooden, Premio Naismith, Premio Associated Press, Premio NABC, Trofeo Oscar Robertson y Premio Sporting News).
McDermott lideró la nación en anotación con 26,9 puntos por partido. Al final de su carrera universitaria, ocupó el quinto lugar en la lista de anotación de todos los tiempos de la División I de Baloncesto Masculino de la NCAA, con 3,150 puntos. Se convirtió en el primer jugador en 29 años en ser nombrado en el primer equipo All-America por Associated Press en tres ocasiones. McDermott es uno de los tres jugadores en la historia del baloncesto masculino de la NCAA en lograr 3,000 puntos y 1,000 rebotes. También estableció el récord de la NCAA en anotar cifras dobles en 135 partidos.

#### Estadísticas
| Año     | Equipo    | PJ  | PT  | MPP  | %TC  | %3P  | %TL  | RPP | APP | ROB | TPP | PPP  |
| ------- | --------- | --- | --- | ---- | ---- | ---- | ---- | --- | --- | --- | --- | ---- |
| 2010–11 | Creighton | 39  | 39  | 29.1 | .525 | .405 | .746 | 7.2 | 1.2 | .3  | .1  | 14.9 |
| 2011–12 | Creighton | 35  | 34  | 31.9 | .601 | .486 | .796 | 8.2 | 1.1 | .2  | .1  | 22.9 |
| 2012–13 | Creighton | 36  | 36  | 31.6 | .548 | .490 | .875 | 7.7 | 1.6 | .2  | .1  | 23.2 |
| 2013–14 | Creighton | 35  | 35  | 33.7 | .526 | .449 | .864 | 7.0 | 1.6 | .2  | .1  | 26.7 |
| Total   | Total     | 145 | 144 | 31.5 | .550 | .458 | .831 | 7.5 | 1.3 | .2  | .1  | 21.7 |

### Profesional
El 26 de junio de 2014, fue seleccionado por los Denver Nuggets en la 11.ª posición del Draft de la NBA de 2014, más tarde fue traspasado a los Chicago Bulls en la noche del draft junto con Anthony Randolph, por las selecciones de primera ronda de los Chicago Bulls en el draft (16º y 19º) y una futura selección de segunda ronda. En julio de 2014, se unió a los Chicago Bulls para disputar la NBA Summer League 2014, donde en cuatro partidos, promedió 18,0 puntos, 4,0 rebotes y 2,8 asistencias por partido.
El 23 de febrero de 2017 fue traspasado, junto con Taj Gibson y una ronda sin proteger del draft de 2018 a Oklahoma City Thunder a cambio de Joffrey Lauvergne, Anthony Morrow y Cameron Payne.
El 25 de septiembre de 2017, fue traspasado junto a Enes Kanter a New York Knicks a cambio de Carmelo Anthony.
El 8 de febrero de 2018, llegó a Dallas Mavericks en un acuerdo entre tres equipos. Al término de la temporada, el 27 de junio de 2018, recibió una oferta cualificada de los Mavericks, que posteriormente fue retirada.
El 6 de julio de 2018, firma un contrato de tres años y $22 millones con Indiana Pacers.
Durante su tercera temporada en Indiana, el 1 de mayo de 2021 ante Oklahoma City Thunder, anota 31 puntos, su récord personal de anotación.
El 3 de agosto de 2021 se convierte en agente libre y firma por los San Antonio Spurs en los que pasa a percibir $42 millones en los próximos 3 años.
En su primera temporada en San Antonio, el 12 de marzo de 2022, sufre una lesión en el tobillo derecho en el partido ante Indiana Pacers. Cuatro días más tarde se comunicó que sufría un esguince de grado 3, que pondría fin a su temporada, tras 51 encuentros como titular con los Spurs.
Durante su tercera temporada en los Spurs, el 8 de febrero de 2024 es traspasado a Indiana Pacers en un intercambio entre tres equipos.
El 16 de octubre de 2024 firma por una temporada con Sacramento Kings.

### Selección nacional
Tras la conclusión de su primer año en Creighton, McDermott fue seleccionado para el equipo de Estados Unidos enviado a Riga (Letonia) para el Campeonato Mundial de Baloncesto Sub-19 de 2011. McDermott fue titular en los nueve partidos y promedió 11,3 puntos por partido con un acierto del 50,1%, y 6,1 rebotes por partido, acabando tercero en el equipo en ambas categorías. Los Estados Unidos terminó 7-2, en el quinto lugar en el torneo.

## Estadísticas de su carrera en la NBA

### Temporada regular
| Año     | Equipo        | PJ  | PT | MPP  | %TC  | %3P  | %TL  | RPP | APP | ROB | TPP | PPP  |
| ------- | ------------- | --- | -- | ---- | ---- | ---- | ---- | --- | --- | --- | --- | ---- |
| 2014-15 | Chicago       | 36  | 0  | 8.9  | .402 | .317 | .667 | 1.2 | .2  | .1  | .0  | 3.0  |
| 2015-16 | Chicago       | 81  | 4  | 23.0 | .452 | .425 | .857 | 2.4 | .7  | .2  | .1  | 9.4  |
| 2016-17 | Chicago       | 44  | 4  | 24.4 | .444 | .371 | .884 | 3.0 | 1.0 | .2  | .1  | 10.1 |
| 2016-17 | Oklahoma City | 22  | 1  | 19.5 | .452 | .362 | .706 | 2.2 | .6  | .1  | .0  | 6.6  |
| 2017-18 | New York      | 55  | 1  | 21.3 | .460 | .387 | .755 | 2.4 | .9  | .2  | .2  | 7.2  |
| 2017-18 | Dallas        | 26  | 3  | 22.9 | .478 | .494 | .857 | 2.5 | 1.1 | .3  | .2  | 9.0  |
| 2018-19 | Indiana       | 77  | 1  | 17.4 | .491 | .408 | .835 | 1.4 | .9  | .2  | .1  | 7.3  |
| 2019-20 | Indiana       | 69  | 0  | 19.9 | .488 | .435 | .828 | 2.5 | 1.1 | .2  | .1  | 10.  |
| 2020-21 | Indiana       | 66  | 29 | 24.5 | .532 | .388 | .816 | 3.3 | 1.3 | .3  | .1  | 13.6 |
| 2021-22 | San Antonio   | 51  | 51 | 24.0 | .462 | .422 | .784 | 2.3 | 1.3 | .3  | .1  | 11.3 |
| 2022-23 | San Antonio   | 64  | 0  | 20.5 | .457 | .413 | .757 | 2.2 | 1.4 | .2  | .1  | 10.2 |
| 2023-24 | San Antonio   | 46  | 0  | 15.2 | .442 | .439 | .588 | 1.0 | 1.2 | .2  | .0  | 6.0  |
| 2023-24 | Indiana       | 18  | 0  | 11.4 | .406 | .321 | .500 | .6  | .7  | .3  | .0  | 4.2  |
| 2024-25 | Sacramento    | 42  | 3  | 8.1  | .427 | .436 | .600 | .5  | .2  | .1  | .0  | 3.5  |
| Total   | Total         | 697 | 97 | 19.5 | .470 | .411 | .804 | 2.1 | 1.0 | .2  | .1  | 8.6  |

### Playoffs
| Año   | Equipo        | PJ | PT | MPP  | %TC  | %3P  | %TL   | RPP | APP | ROB | TPP | PPP |
| ----- | ------------- | -- | -- | ---- | ---- | ---- | ----- | --- | --- | --- | --- | --- |
| 2015  | Chicago       | 3  | 0  | 3.3  | .333 | .500 | 1.000 | .7  | .3  | .0  | .0  | 1.7 |
| 2017  | Oklahoma City | 5  | 0  | 13.2 | .500 | .538 | .000  | 1.0 | .2  | .2  | .2  | 5.0 |
| 2019  | Indiana       | 3  | 0  | 9.7  | .200 | .000 | .500  | 1.7 | 1.3 | .0  | .3  | 2.0 |
| 2020  | Indiana       | 4  | 0  | 13.5 | .267 | .200 | –     | .8  | .3  | .3  | .0  | 2.5 |
| 2024  | Indiana       | 10 | 0  | 6.4  | .455 | .375 | —     | .3  | .7  | .0  | .2  | 1.3 |
| Total | Total         | 25 | 0  | 8.9  | .368 | .325 | .667  | .7  | .6  | .1  | .2  | 2.4 |